# Mintho argentea
Mintho argentea là một loài ruồi trong họ Tachinidae.